# Fousheé
Brittany Fousheé (* 1990 in New Jersey), bekannt als Fousheé, ist eine US-amerikanische R&B-Musikerin. Bekannt ist sie vor allem für ihren Song Deep End, der 2020 im Original und als Samplevorlage von Deep End Freestyle von Sleepy Hallow ein Hit war.

## Biografie
Die Mutter von Brittany Fousheé stammt aus Jamaika und war Schlagzeugerin in einer Reggae-Band, bevor sie in die USA kam. Brittany wuchs in New Jersey auf und sang während der Schulzeit mit Freundinnen in Bands. Danach ging sie nach New York, wo sie als Sängerin auftrat. Sie war fest engagiert im bekannten Cafe Wha? in Greenwich Village, als sie sich 2018 bei The Voice USA bewarb. Mit Redbone von Childish Gambino schaffte sie es in den Blind Auditions ins Team von Adam Levine, nach ihrem zweiten Auftritt in den Battles schied sie aber schon wieder aus.
Danach begann sie, verstärkt ihre eigenen Songs im Internet zu veröffentlichen. Der Rapper Sleepy Hallow, selbst aus Jamaika, entdeckte ihren Song Deep End und verwendete ihn 2020 als Sample für sein Deep End Freestyle. Das Lied wurde ein Internethit. Es kam mit der Veröffentlichung seines Debütalbums auch in die US-Singlecharts und bekam eine Platin-Auszeichnung. Vier Monate später veröffentlichte Fousheé ihr Original. Zusätzliche Popularität bekam es durch die Verwendung im Zusammenhang mit den Black-Lives-Matter-Protesten nach dem Tod von George Floyd. Sie kam zwar nicht in die US-Charts, erreichte aber Gold-Status. Das Lied war aber auch in Europa erfolgreich und erreichte insbesondere in Frankreich und in den deutschsprachigen Ländern Chartplatzierungen.
Danach bekam die Musikerin ein Vertragsangebot des Labels RCA und veröffentlichte dort einige Singles, unter anderem Anfang 2021 Gold Fronts zusammen mit Lil Wayne. In Frankreich wurde sie zu einem Gastbeitrag zum Song Special von Rapper Laylow eingeladen, der ein Top-10-Hit wurde. Ihr Debütalbum Time Machine erschien ebenfalls 2021, den Erfolg von Deep End konnte sie aber nicht nutzen und sie verpasste den Einzug in die US-Albumcharts.

## Diskografie
Alben
- Relative Motion (EP, 2020)
- Time Machine (2021)
- softCORE (2022)
- Pointy Heights (2024)

Lieder
- Stay Home (2019)
- Oxygen X Late Night (2019)
- Expectations (2020)
- Deep End (2020, US: Gold)
- Single AF (2020)
- Sing About Love (2021)
- Gold Fronts (featuring Lil Wayne, 2021)
- Enjoy the Silence (2021)
- My Slime (2021)

Gastbeiträge
- Deep End Freestyle / Sleepy Hallow featuring Fousheé (2020)
- Special / Laylow featuring Nekfeu & Fousheé (2021)
- Little Brother / King Princess featuring Fousheé (2022)

## Auszeichnungen für Musikverkäufe
| Goldene Schallplatte - Frankreich - 2022: für die Single Deep End - Kanada - 2021: für die Single Deep End - Mexiko - 2021: für die Single Deep End | Platin-Schallplatte - Polen - 2021: für die Single Deep End Diamantene Schallplatte - Frankreich - 2023: für die Single Special |

Anmerkung: Auszeichnungen in Ländern aus den Charttabellen bzw. Chartboxen sind in ebendiesen zu finden.
| Land/RegionAuszeichnungen für Musikverkäufe (Land/Region, Auszeichnungen, Verkäufe, Quellen) | Silber  | Gold     | Platin     | Diamant  | Verkäufe  | Quellen         |
| -------------------------------------------------------------------------------------------- | ------- | -------- | ---------- | -------- | --------- | --------------- |
| Frankreich (SNEP)                                                                            | —       | Gold1    | —          | Diamant1 | 433.333   | snepmusique.com |
| Kanada (MC)                                                                                  | —       | Gold1    | —          | —        | 40.000    | musiccanada.com |
| Mexiko (AMPROFON)                                                                            | —       | Gold1    | —          | —        | 30.000    | amprofon.com.mx |
| Polen (ZPAV)                                                                                 | —       | —        | Platin1    | —        | 20.000    | olis.pl         |
| Vereinigte Staaten (RIAA)                                                                    | —       | Gold1    | Platin1    | —        | 1.500.000 | riaa.com        |
| Vereinigtes Königreich (BPI)                                                                 | Silber1 | —        | —          | —        | 200.000   | bpi.co.uk       |
| Insgesamt                                                                                    | Silber1 | 4× Gold4 | 2× Platin2 | Diamant1 |           |                 |